# 貝爾弗勞爾 (密蘇里州)
貝爾弗勞爾（英語：Bellflower）是位於美國密蘇里州蒙哥馬利縣的城市。

## 人口
根據2020年美國人口普查的數據，貝爾弗勞爾的面積為1.45平方千米，皆為陸地。當地共有人口325人，而人口密度為每平方千米224人。